# 33746 Sombart
33746 Sombart este un asteroid din centura principală de asteroizi.

## Descriere
33746 Sombart este un asteroid din centura principală de asteroizi. A fost descoperit pe 17 iulie 1999 la Observatoire des Pises din Parcul național din Cévennes. Asteroidul prezintă o orbită caracterizată de o semiaxă mare de 3,14 ua, o excentricitate de 0,11 și o înclinație de 17,8° în raport cu ecliptica.